# Absolut stetige Funktion
In der Analysis ist die absolute Stetigkeit einer Funktion eine Verschärfung der Eigenschaft der Stetigkeit. Der Begriff wurde 1905 von Giuseppe Vitali eingeführt und erlaubt eine Charakterisierung von Lebesgue-Integralen.

## Definition
Es sei {\displaystyle I\subset \mathbb {R} } ein endliches reelles Intervall und {\displaystyle f\colon I\to \mathbb {C} } eine komplexwertige Funktion auf {\displaystyle I}.
Die Funktion {\displaystyle f} heißt absolut stetig, falls es für jedes {\displaystyle \varepsilon >0} ein {\displaystyle \delta >0} gibt, welches derart klein ist, dass für jede endliche Folge paarweise disjunkter Teilintervalle {\displaystyle \{]x_{k},y_{k}[\}_{1\leq k\leq n}} von {\displaystyle I}, deren Gesamtlänge {\displaystyle \textstyle \sum _{k=1}^{n}(y_{k}-x_{k})\,<\delta } ist, gilt
{\displaystyle \sum _{k=1}^{n}\left|f(y_{k})-f(x_{k})\right|<\varepsilon .}

## Beziehung zu anderen Stetigkeitsbegriffen
Absolut stetige Funktionen sind gleichmäßig stetig und damit insbesondere stetig.
Die Umkehrung gilt nicht, so ist die Cantor-Funktion stetig, aber nicht absolut stetig.
Andererseits ist jede Lipschitz-stetige Funktion auch absolut stetig.

## Absolute Stetigkeit von Maßen
Von besonderer Bedeutung für die Maßtheorie sind die reellwertigen absolut stetigen Funktionen.
Es bezeichne {\displaystyle \lambda } das Lebesgue-Maß.
Für monoton steigende reellwertige Funktionen {\displaystyle f\colon I=[a,b]\to \mathbb {R} } sind folgende Eigenschaften äquivalent:
1. Die Funktion {\displaystyle f} ist absolut stetig auf {\displaystyle I}.
2. Die Funktion {\displaystyle f} bildet {\displaystyle \lambda }-Nullmengen wieder auf Nullmengen ab, d. h. für alle messbare Mengen {\displaystyle A\subseteq I} gilt {\displaystyle \lambda (A)=0\implies \lambda (f(A))=0}.
3. Die Funktion {\displaystyle f} ist {\displaystyle \lambda }-fast überall differenzierbar, die Ableitungsfunktion {\displaystyle f'\in L^{1}(\lambda )} ist integrierbar und für alle {\displaystyle x\in I} gilt {\displaystyle \textstyle f(x)-f(a)=\int _{a}^{x}f'(t)\ \mathrm {d} \lambda (t)}.

Daraus folgt ein enger Zusammenhang zwischen den absolut stetigen Funktionen und den absolut stetigen Maßen, dieser wird durch die Verteilungsfunktionen vermittelt.
Ein Maß {\displaystyle \mu } ist genau dann absolut stetig bzgl. {\displaystyle \lambda }, wenn jede Einschränkung der Verteilungsfunktion von {\displaystyle \mu } auf ein endliches Intervall {\displaystyle I\subset \mathbb {R} } eine absolut stetige Funktion auf {\displaystyle I} ist.
Zwei Maße nennt man äquivalent,  wenn beide absolut stetig bezüglich einander sind
{\displaystyle \mu \sim \lambda \iff \mu \ll \lambda \wedge \lambda \ll \mu }.

## Lebesgue-Integrale
Die absolut stetigen Funktionen finden auch Anwendung in der Integrationstheorie, sie dienen dort dazu den Fundamentalsatz der Analysis auf Lebesgue-Integrale auszudehnen.
Jenseits der obigen Äquivalenz sind nämlich auch nicht-monotone absolut stetige Funktionen fast überall differenzierbar und es gilt {\displaystyle \textstyle f(x)-f(a)=\int _{a}^{x}f'\,\mathrm {d} \lambda }.
Außerdem ist {\displaystyle f} schwach differenzierbar und die schwache Ableitung stimmt (fast überall) mit {\displaystyle f'} überein.
Dies liefert tatsächlich eine Charakterisierung der Lebesgue-Integrierbarkeit, denn die folgende Umkehrung gilt ebenfalls für beliebige Funktionen:
Besitzt eine Funktion {\displaystyle f\colon I=[a,b]\to \mathbb {R} } eine integrierbare Ableitungsfunktion {\displaystyle f'\in L^{1}} und gilt für alle {\displaystyle x\in I}, dass {\displaystyle \textstyle f(x)-f(a)=\int _{a}^{x}f'(t)\ \mathrm {d} \lambda (t)}, so ist {\displaystyle f} notwendig absolut stetig auf {\displaystyle I}.

## Optimale Steuerung
In der Theorie der optimalen Steuerungen wird gefordert, dass die Lösungstrajektorien absolut stetig sind.